# Гошен (Вірджинія)
Гошен (англ. Goshen) — місто (англ. town) в США, в окрузі Рокбридж штату Вірджинія. Населення — 338 осіб (2020).

## Географія
Гошен розташований за координатами 37°59′11″ пн. ш. 79°30′23″ зх. д. / 37.98639° пн. ш. 79.50639° зх. д. (37.986526, -79.506368).  За даними Бюро перепису населення США в 2010 році місто мало площу 4,53 км², з яких 4,40 км² — суходіл та 0,13 км² — водойми.

## Демографія
Згідно з переписом 2010 року, у місті мешкала 361 особа в 160 домогосподарствах у складі 98 родин. Густота населення становила 80 осіб/км².  Було 192 помешкання (42/км²).
Расовий склад населення:
| - 98,1 % — білих - 1,4 % — чорних або афроамериканців - 0,3 % — корінних американців |

До двох чи більше рас належало 0,3 %. Частка іспаномовних становила 1,1 % від усіх жителів.
За віковим діапазоном населення розподілялося таким чином: 21,6 % — особи молодші 18 років, 60,4 % — особи у віці 18—64 років, 18,0 % — особи у віці 65 років та старші. Медіана віку мешканця становила 42,6 року. На 100 осіб жіночої статі у місті припадало 105,1 чоловіків;  на 100 жінок у віці від 18 років та старших — 97,9 чоловіків також старших 18 років.
Середній дохід на одне домашнє господарство  становив 40 568 доларів США (медіана — 31 964), а середній дохід на одну сім'ю — 47 278 доларів (медіана — 40 568). За межею бідності перебувало 17,1 % осіб, у тому числі 21,7 % дітей у віці до 18 років та 9,1 % осіб у віці 65 років та старших.
Цивільне працевлаштоване населення становило 146 осіб. Основні галузі зайнятості: освіта, охорона здоров'я та соціальна допомога — 26,0 %, роздрібна торгівля — 13,7 %, будівництво — 13,7 %.